# Niña
La Niña (spagnolo: "bambina") fu una delle tre navi utilizzate da Cristoforo Colombo nel suo primo viaggio attraverso l'Oceano Atlantico nel 1492. Durante la spedizione, il comandante della nave fu il navigatore spagnolo Vicente Yáñez Pinzón.
Il vero nome della  Niña era Santa Clara. Il nome Niña  era probabilmente un riferimento scherzoso al nome del proprietario, Juan Niño. Era una caravella lunga circa 20 m, inizialmente con armo latino puro, cioè con vele triangolari inferite a lunghe antenne. Tuttavia, durante la sosta alle Canarie all'inizio del viaggio verso l'America le vele latine vennero sostituite con vele quadre (v. Figura). Queste connesse all'albero nel loro punto mediano e le scotte delle vele erano agganciate alle fiancate. Era priva del castello di prua ed aveva un piccolo cassero a poppa. 
È l'unica delle tre caravelle ad essere tornata agli ordini di Colombo, essendo la Pinta separatasi dopo una tempesta e rientrata separatamente in Galizia.
Le altre navi della spedizione di Colombo furono la Pinta  e la  Santa María.